# Voetbal Club Sparta
Voetbal Club Sparta (VCS) is een op 1 oktober 1908 opgerichte amateurvoetbalvereniging uit Den Haag, Zuid-Holland, Nederland.

## Algemeen

### Ontstaan
Op 1 oktober 1908 wordt te Den Haag de “VoetbalClub Snel” (of Swift) opgericht. Niet dat er sprake is van een vereniging met statuten en contributie: het gaat in eerste instantie om een aantal vrienden die op een soort voetbalveld op het Frederik Hendrikplein tegen andere jongens partijtjes spelen. Pas toen de club levensvatbaar bleek werd een huishoudelijk reglement opgesteld. Als clubtenue koos men voor een zwart shirt met een witte broek. Het eerste elftal werd in 1911 toegelaten tot de Haagsche Voetbalbond (H.V.B.) onder de naam “VoetbalClub Snel”. Op 15 juni 1930 fuseerde de club met T.O.G.O. (Tot Ons Genoegen Opgericht) tot V.C.S.T. (VoetbalClub Snel Togo) en in 1940 volgde nogmaals een fusie, nu met S.V.C. tot V.C.S. (VoetbalClub Sparta). Het clubtenue werd een wit shirt met rode broek.
In 1911 moest de club vertrekken van het Frederik Hendrikplein en verhuisde naar een terrein aan de Fahrenheitstraat en vlak daarna alweer naar de Fruitweg. Hier was de accommodatie (die gedeeld werd met H.V.V. Laakkwartier) direct te klein. V.C.S. was een zeer snel groeiende vereniging. Het gesol resulteerde er uiteindelijk toe dat V.C.S., omdat het geen accommodatie kon krijgen, zich moest terugtrekken uit de N.V.B. (Nederlandsche Voetbal Bond). Pas toen er in het Zuiderpark een grote hoeveelheid sportvelden werd aangelegd – waarvan er drie voor ADO bestemd waren – kon V.C.S. daar één veld krijgen. Tot die tijd verkeerde het eerste helft in de Derde klasse, werd vaak kampioen, maar verloor voortdurend in de promotie/degradatie-competities om promotie naar de Tweede klasse.

### Periode na de Tweede Wereldoorlog
In 1951 behaalde V.C.S. promotie naar de Tweede klasse. Dit gebeurde toen de club gastvrijheid genoot op het VUC-terrein (aan de Schenkkade) omdat men het Zuiderpark alweer had moeten verlaten. Het seizoen daarop degradeerde men weer maar dit duurde slechts één seizoen. In 1953 bracht een beslissingswedstrijd met De Postduiven in het ADO-stadion, voor meer dan 15.000 toeschouwers, weer promotie naar de Tweede klasse: 1-0. In 1955 promoveerde V.C.S. zelfs naar de Eerste klasse, toen de hoogste voetbalklasse in Nederland, vlak voor de start van het betaald voetbal. In 1957 verhuisde V.C.S. van het Zuiderpark naar de huidige plek. De Haagse stadsuitbreiding in de Escamppolder had naast duizenden woningen tientallen voetbalvelden opgeleverd die door vele clubs werden ingenomen. Tijdens de aanleg van deze wijk (naar een structuurplan van Dudok uit 1949) was rekening gehouden met mogelijkheid op deze strook een spoorwegtracé, een kopstation van de Nederlandse Spoorwegen en een autosnelweg aan te leggen, die echter geen van alle zijn uitgevoerd. Tussen Morgenstond en Bouwlust bleef de brede strook met sportvelden en moestuinen bestaan.
Het 50-jarig bestaan kon stevig worden gevierd: de club telde 1600 leden. Voor atletiek, filatelie (vanaf 1962), gymnastiek en honkbal kon men ook bij V.C.S. terecht; daar waren aparte afdelingen voor. In 1959 degradeerde V.C.S. uit de Eerste klasse, in 1961 uit de Tweede klasse en in 1978 uit de Derde klasse, de klasse die na zes seizoen weer werd bereikt.
In 1957 richtte V.C.S. ook een zaterdagafdeling op. Deze was toentertijd bedoeld voor mannen die om geloofsredenen niet op zondag wensten te voetballen. Deze afdeling kende in de eerste jaren veel successen en wist zich te handhaven in de Eerste klasse van de H.V.B. Helaas degradeerde het eerste team in 1962. De zaterdagafdeling was echter sportief gezien vanaf die tijd succesrijker dan de zondagafdeling. Eind jaren 1970 speelde ‘zaterdag’ zelfs langdurig in de Hoofdklasse H.V.B.
In 1971 start V.C.S. met vrouwenvoetbal. Het eerste team speelde al snel in de Hoofdklasse. Toch was het draaiende houden van deze afdeling moeizaam. In 1980 kon geen team meer op de been worden gebracht en werden na een uitgebreide wervingscampagne toch nog vijftien leden geworven. Het bleef jarenlang bij één team.
Grote hoogtepunten op materieel gebied waren de oplevering van een modern clubgebouw in 1972 en de ingebruikname van een overdekte tribune met kleedkamers eronder in 1979. Net toen de club het idee had dat alles voor elkaar was, kwam de gemeente Den Haag in 1981 met het ‘Structuurplan Eshofpolder’. (De Eshofpolder was de benaming voor de huidige omgeving van De Uithof langs de Lozerlaan.) Alle sportvelden langs de Dedemsvaartweg zouden rond 1990 moeten wijken voor woningbouw. Dit zou naast V.C.S. ook BMT en de toenmalige verenigingen Groen Wit ’58 en VIOS treffen. Het plan ging echter door de vele bevolkingsprotesten de prullenbak in.

### Heden
V.C.S. kon op 1 oktober 2008 redelijk gezond het 100-jarig bestaan vieren. Het eerste elftal pendelt al jaren tussen de Eerste en Tweede klasse heen en weer. Het ledental is drastisch gedaald en net als bij andere verenigingen is er een tekort aan vrijwilligers voor het kader. De omgeving van V.C.S. is ook veranderd. Stadsdeel Escamp ontstond als een naoorlogse opbouwwijk, die in 2009 113.000 inwoners telde, waarvan ongeveer 40.000 als migranten beschouwd kunnen worden; sinds 2007 is het grotendeels een vogelaarwijk. Het grote aantal vertrekkende inwoners raakt ook verenigingen en de instroom van nieuwe leden bestaat nu voornamelijk uit allochtonen. V.C.S. heeft een fusie met andere clubs tot nu toe kunnen voorkomen.

## Standaardelftallen

### Zaterdag
Het standaardelftal in de zaterdagafdeling speelt in het seizoen 2023/24 in de Vijfde klasse zaterdag van het KNVB-district West-II.

#### Competitieresultaten 1997–heden
| 8 5B |

|  |

|  |

| 10 5C |

| 11 5C |

| 6 5B |

| 7 5C |

| 9 5C |

| 9 5C |

| 12 5A |

| 2 5C |

| 4 4C |

| 6 4C |

| 9 4D |

| 4 4C |

| 14 3B |

|  |

|  |

|  |

|  |

|  |

| 10 4B |

|  |

| 5* 4E |

| 3* 4E |

| 7 4F |

| 10 4E |

| 6 5C |

- = Dit seizoen werd stopgezet vanwege de uitbraak van het coronavirus. Er werd voor dit seizoen geen officiële eindstand vastgesteld.

| Tweede divisie | Derde divisie | Vierde divisie | Eerste klasse |
| Tweede klasse  | Derde klasse  | Vierde klasse  | Vijfde klasse |

### Zondag
Het standaardelftal in de zondagafdeling speelde laatstelijk in het seizoen 2018/19, waar het was ingedeeld in de Derde klasse van het KNVB-district West-II, waarvoor dat seizoen een speciale competitieopzet was gemaakt met alle Derde- en Vierdeklassers in dit district.

#### Competitieresultaten 1941–2021
| 3 3B |

| 1 3D |

| 2 3B |

| 2 3B |

|  |

| 3 3C |

| 2 3A |

| 1 3F |

| 2 3C |

| 2 3B |

| 1 3A |

| 11 2A |

| 1 3B |

| 5 2B |

| 1 2B |

| 7 1A |

| 5 1A |

| 10 1A |

| 12 1A |

| 9 2A |

| 12 2A |

| 1 3B |

| 2 3A |

| 6 3B |

| 5 3C |

| 3 3A |

| 6 3C |

| 6 3B |

| 7 3B |

| 5 3A |

| 2 3A |

| 3 3C |

| 4 3A |

| 4 3A |

| 5 3C |

| 2 3B |

| 6 3A |

| 11 3B |

| 6 4B |

| 4 4C |

| 10 4B |

| 11 4A |

| 2 4B |

| 1 4D |

| 2 3A |

| 1 3A |

| 3 2A |

| 12 2A |

| 7 3B |

| 1 3B |

| 4 2A |

| 1 2A |

| 5 1B |

| 6 1B |

| 6 1B |

| 1 1B |

| 6 A |

| 14 A |

| 10 1B |

| 5 2C |

| 6 2C |

| 1 2D |

| 11 1B |

| 2 2C |

| 2 2C |

| 2 2C |

| 10 1B |

| 8 2C |

| 10 2C |

| 3 3C |

| 8 3C |

| 3 3C |

| 14 3A |

| 2 4C |

| 12 3C |

| 6 3B |

| 9 3B |

| 9 3B |

| 5 LD 12 Q3 |

|  |

| 12* 4D |

- = Dit seizoen werd stopgezet vanwege de uitbraak van het coronavirus. Er werd voor dit seizoen geen officiële eindstand vastgesteld.

| Tweede divisie | Derde divisie | Vierde divisie | Eerste klasse |
| Tweede klasse  | Derde klasse  | Vierde klasse  | Vijfde klasse |

In elke staaf van de grafiek staat van boven naar beneden vermeld: 
- Eindnotering

Dit is de positie die de club heeft bereikt in de competitie, zonder eventuele beslissings-, play-off- of nacompetitiewedstrijden die nodig zijn geweest om bijvoorbeeld de kampioen van de competitie te bepalen.
Indien een * achter het getal staat is de notering een tussenstand en kan het zijn dat de notering niet overeenkomt met de uiteindelijke eindstand van de competitie.
Staat er een - dan is het seizoen nog bezig en is er geen definitieve uitslag bekend.
Staat er xx op de positie van de notering, dan heeft de club vroegtijdig de competitie verlaten. Dit kan onder andere komen door terugtrekking van het team, faillissement van de club of door een uitgedeelde straf van de KNVB. In veel gevallen staat elders in het artikel de reden vermeld.
Staat er een ? dan is het resultaat uit het verleden onbekend, en is alleen de competitie of het niveau bekend van dat seizoen.
In de seizoenen 2019/20 en 2020/21 werd wegens de coronacrisis het amateurvoetbal afgebroken. Daardoor kennen deze staven geen eindklassering (middels -- weergegeven).
- Competitieniveau en afdelingsletter of Officiële eindstand Eredivisie
  - Competitieniveau en afdelingsletter

Hierbij geeft het getal het niveau weer, dat ook terug te vinden is in de legenda. De letter is de afdelingsaanduiding en wordt gebruikt wanneer er meer afdelingen zijn op hetzelfde niveau. De afdelingsletter is altijd een hoofdletter en wordt meestal zonder nummer gebruikt.
Voorbeeld: 2F is niveau 2e klasse competitie F.
Het competitieniveau en nummer wordt niet vermeld wanneer er slechts één competitie van dit niveau was.
  - Officiële eindstand Eredivisie (getal staat tussen haakjes vermeld)

Sinds de introductie van play-offwedstrijden voor Europees voetbal na afloop van de reguliere competitie in 2005/06, is de KNVB verplicht een eindstand van de Eredivisie door te geven aan de UEFA aan de hand van deze play-offwedstrijden.
Bij deze eindstand staan clubs die zich hebben gekwalificeerd voor Europees voetbal hoger dan clubs die zich niet wisten te kwalificeren. Indien er geen verschil was tussen de eindnotering en de officiële eindstand, staat dit getal niet vermeld.

- Onderafdeling

Hier staat afgekort de naam van de onderafdeling indien de club in dat jaar in een onderafdeling uitkwam. Tevens staat deze afkorting in de legenda en wordt gelinkt naar het artikel over deze onderafdeling. Deze afkorting wordt alleen vermeld wanneer de club in het verleden in verschillende onderafdelingen heeft gespeeld. Deze vermelding is in de staaf altijd in kleine letters. Deze onderafdelingen zijn na het seizoen 1995/96 afgeschaft. Heeft de club in slechts één onderafdeling gespeeld, dan is dit alleen terug te vinden in de legenda.
Onder de staaf staat het jaartal vermeld waarin het seizoen is afgesloten. 15 verwijst naar het seizoen 2014/15 of eventueel het seizoen 1914/15.
Wanneer een staaf leeg is, zijn deze gegevens niet bekend. Het kan ook zijn dat de club dat seizoen niet heeft meegespeeld op het hogere amateurniveau, vroegtijdig de competitie heeft verlaten of uit de competitie is gezet.

In het seizoen 1944/45 was er wegens de Tweede Wereldoorlog geen regulier competitievoetbal.

## Bekende (oud-)spelers
- Anass Achahbar
- Anthony Biekman
- Guus Haak
- Dries Jans
- Henk Roomberg
- Pleun Strik
- Gaston Taument
- André Wetzel

ADO Den Haag · VV BMT · RVC Celeritas · SV Die Haghe · Duindorp SV · HSV DUNO · SV Erasmus · HSV Escamp · RKSV GDA · GSC ESDO · VV Haagse Hout · SV Houtwijk · HBS-Craeyenhout · VV HDV · HMSH · HPSV · Koninklijke HVV · VV KSD-Marine · HVV Laakkwartier · SV Loosduinen · SV Madestein · HVV ODB · PGS/VOGEL · Quick Steps · Hvv RAS · SC REMO · SCSV De Ster · HV & CV Quick · SVV Scheveningen · SVC '08 · VV SVH · TAC '90 · SSV Toofan · VCS · VUC · Wanica Star · SV Wateringse Veld Kranenburg · HVV Te Werve · VV WIK · SV Zuid West DH